# ريتشل وهبة
ريتشل وهبة (بالإنجليزية: Rachel Wahba)‏ (كاتبة عربية يهودية من أصول عراقية هي كاتبة لموضوعات مزراحي وهي طبيبة نفسية تملك عيادة خاصة في سان فرانسيسكو. كتبت على نطاق واسع حول تجربة والدتها المؤلمة التي عايشت المذبحة التي نفذت ضد السكان اليهود في بغداد في يونيو 1941.

## حياتها
ولدت في بومباي في 19 آذار\مارس عام 1946. أما والدها موريس (موسى) وهبة فهو من مواليد المنصورة وعاش في القاهرة حتى مغادرته لها في عام 1939 إلى بغداد، حيث التقى والدة راشيل، وهي يهودية عراقية. كانت جدتها لأمها تعيش في بغداد وهي من أصول عراقية 
بعد المذبحة التي جرت في بغداد، انتقلت عائلتها إلى الهند، حيث ولدت ريتشل. بعد استقلال الهند قرر والدها الانتقال إلى اليابان لتولي أعمال أخيه. وصلت ريتشل وأمها وشقيقها الأصغر في عام 1950، بمساعدة من الصليب الأحمر لأنهم كانوا لا يملكون جنسية.

انتظرت الأسرة 20 عامًا للهجرة إلى الولايات المتحدة حيث شعرت وهبة بسعادة غامرة عندما وجدت لون بشرتها البني حيث قالت "من أين حصلت على هذا اللون . حيث أدركت بعيد ذلك ان معظم اليهود الأميركيين متعددي الثقافة وأن اليديشية كانت واحدة من لغات العالم الكبيرة إلى جانب العربية والعبرية وأن المطبخ اليهودي مطبخ عالمي

## أعمالها
عملت وهبة في المجلس الاستشاري لـ JIMENA العالمي الذي يدعم اليهود في الشرق الأوسط

## المقالات
نشرت العديد من المقالات عن حياتها وحياة أهلها والاضطهاد الذي تعرض له اليهود في العراق وباقي دول العالم والصعوبات التي تعرضت لها في الاندماج مع العالم الخارجي، حيث نشرت مقالات لها عن التحليل النفسي. أسست شركة سياحية بعد ذلك وتعيش حاليًا في مقاطعة مارين مع حفيدتها ريبيكا. تعرف هبة على أنها يهودي عربي.

## كتبها
- Nice Jewish Girls فتيات يهوديات لطيفات
- Twice Blessed مبارك مرتين
- The Flying Camel الجمل الطائر
- Coming Out of the Frame in Lesbians in Psychoanalysis
- A Twin ship Disruption in Progress in Psychoanalytic Self Psychology